# Ixora lacei
Ixora lacei är en måreväxtart som beskrevs av Cornelis Eliza Bertus Bremekamp. Ixora lacei ingår i släktet Ixora och familjen måreväxter. Inga underarter finns listade i Catalogue of Life.